# لوقيان السميساطي

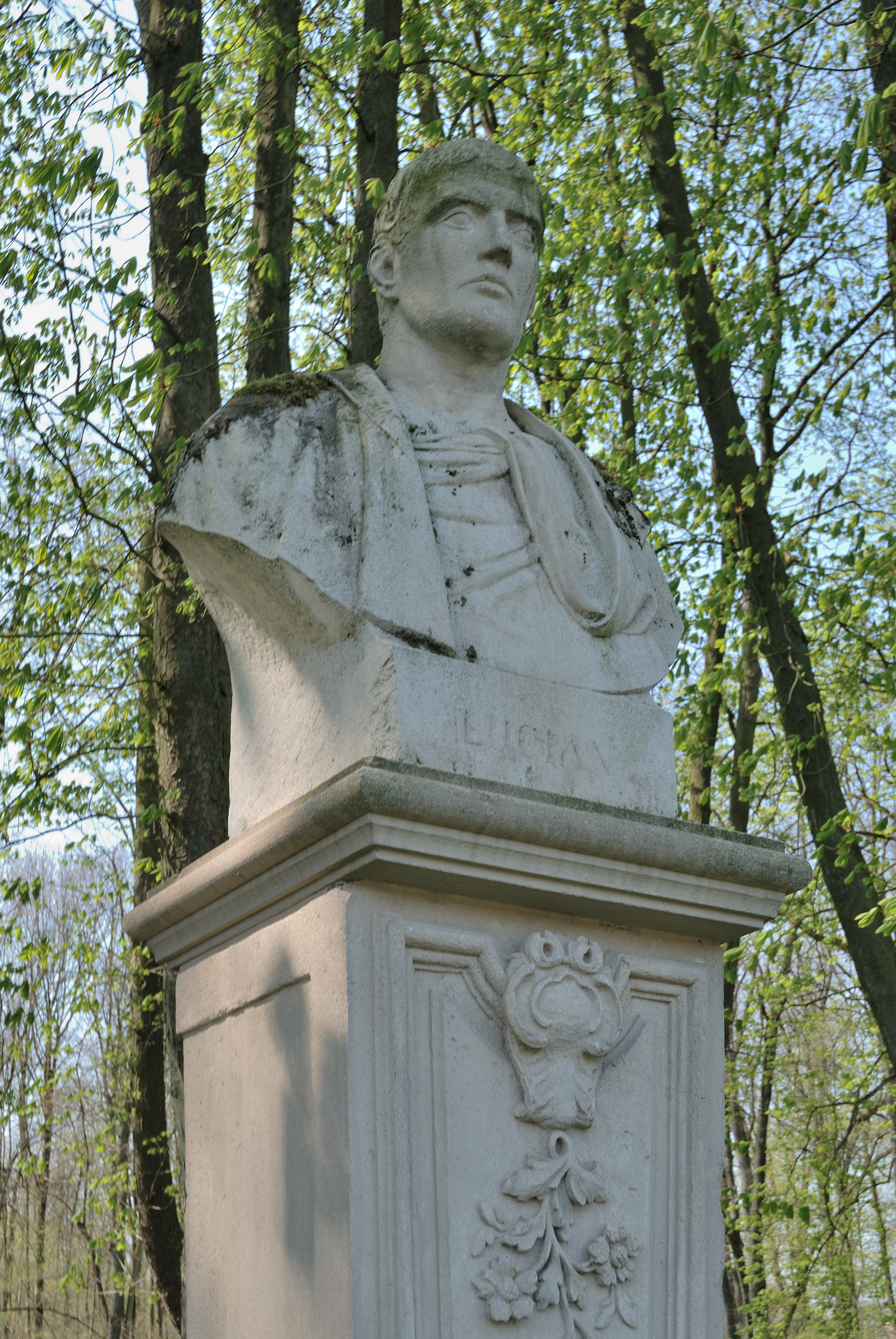
نصب تذكاري لإحياء ذكرى لوسيان السميساطي في مدينة نوردكيرشن الألمانية

لوقيانوس أو لوقيان كان أديبًا وبليغًا من سورية، عاش في القرن الثاني الميلادي، وعرف بكتاباته باللغة اليونانية القديمة.
ولد لوقيان عام 125، في مدينة سميساط على الفرات في شمال سوريا وتوفي عام 180 وهناك من يقول أنه توفي عام 175 م. وهو عالم وفيلسوف وكاتب ساخر فهو أول من أبحر في علم الرواية والخيال ويعد أشهر المفكريين والفلاسفة والعلماء والملهم، والمعلم الأول لكثير من الفلاسفة في عصره وللفلاسفة والكتاب من بعده وللأدب العالمي.

## نشأته
نشأ لوقيان وتعلم في سوريا وكان إنسانا رحالة ومغامرا وكان ذو خيال كبير يهوى الاكتشاف والبحث في الامور الالهية وعالم الخيال والأدب الفلسفي التي اشتهر به ورحلات أسطورية كتب عنها ذات اوصاف ووقائع لم يكشف عنها حتى اليوم، وصف بلدان وعوالم وحلق في عالم من الغرابة والأسطورية ذكر ووصف اشكال المخلوقات الخرافية ونباتات ووصف جزر نائية وبحار أو انهار مسحورة في عالم من الروعة والابداع.
في عهد لوقيان قامت ثورات في أنحاء الامبراطورية ومنها في بلده سوريا في موريطانيا من سنة 144 م إلى 152 م، ومصر سنة 153، وفلسطين سنة 155، وشمال افرقيا سنة 160, وكانت المناصب العليا في الامبراطورية حينا ذاك في يد العساكر الذين كانوا يكرهون المثقفين وكل ما له علاقة بالثقافة، وتلك الظاهرة نعيشها الآن.وقد كتب لوقيان السوري عن هذا العالم.
وبدات المسيحية تنتشر في عدة أماكن بالامبراطورية، وفي عهده قامت حرب بسوريا سنة 161 بعد موت القيصر انطونيوس بيوس، حيث اغتنم الوطني السوري بارتيرنا الفرصة لتحرير البلاد من الرومان وفتكوا بفيلق روماني وانتصروا عليه. وكانت سوريا من أهم البلاد في عهد الامبراطورية الاغريقية.
قضى لوقيان حياته يتنقل من بلاد إلى بلاد في حوض البحر الأبيض المتوسط، وبعدما أتم دراسته بسوريا نجده مرة يشتغل كمدرس في أثينا، ومرة كموظف في الإدارة ومعلم ببلاد مصر، وعالم وكاتب وفيلسوف ومعلم في سوريا مرات عديدة وغير ذلك في بلاد أخرى.
ينحدر لوقيان من عائلة فقيرة وتكلم كثيرا عن الفقر والجوع والإهانة التي يلاقيها الفقير في حياته، كان لوقيان يحسن الاغرقية إلى درجة انه استعمل حوالي 10000 آلاف كلمة في كتبه، وهذا الرقم لم يصله أي فيلسوف اغريقي على الإطلاق عدا أفلاطون.
كتب لوقيان الكثير من الأعمال الأدبية وعلوم الخيال والوجود والحياة والفلسفة تتراوح بين الحكاية والرواية والرسائل الفلسفية وهو أول من استعمل أسلوب القصة في تاريخ الأدب العالمي.
اشتهر لوقيان في الغرب كواحد من أكبر الفلاسفة التي عرفهم التاريخ وله مكانة كبير بين العلماء، وكذلك نجده المعلم لهلبارغ وشكسبير وفولتير وغيرهم بأسلوبه الحواري الالهائي ونال شهرة كبرى بالغرب وعلى وجه الخصوص في فرنسا في عصر النهضة، وموليار يعتبر تلميذا من تلامذته، واثر كثيرا على شكسبير بكتابه تيمون كاره الإنسانية وتأثيره الكبير على الحضارة الغربية بشكل خاص وعن شهرته في بلاده.
كتب لوقيان بأسلوبه الساخر عن العالم والحياة والوجود والإنسان والحلم والحقيقة والخيال، لقد انتقد وسخر من الكثير من الفلاسفة وتناقضهم، انتقد المجتمع انتقادا لاذعا، وضحك وسخر من الإنسان وجنونه في بعض الأحيان وانانيته.
انتقد كذلك المؤرخين وكتب كتابا كيف يكتب التاريخ وقال ان المؤرخين يقومون بنشر الاكاذيب ويحورون الحقائق، ولا يقومون بتحليل الأحداث وأسبابها، ويكتبون الا عن الاقوياء ويمدحونهم، وسبب ثورته ضد المؤرخين هو ان الرومانيين الذين كتبوا عن الحرب الرومانية ضد بارتارنا نشروا الكثير من الاكاذيب.
حارب لوقيان الشعوذة بكل أنواعها وتكلم في كل الميادين عدا السياسة التي كانت محرمة في العهد الروماني. هاجم كذلك الأديان الاغريقية القديمة بكل عنف وسخر من محتواها وتناقضها،
رفض لوقيان استعمال اللاتينية في كتبه رغم أنه كان يحسنها جيدا وهذا دليل على رفضه الاستعمار الروماني لبلاده.
يعتبر لوقيان أول كاتب في القصة العلمية الخيالية في العالم وأشهر كاتب في هذا المجال، لوقيان هو أول من حول الإنسان إلى وسط الحلقة، حيث انه قبله نرى ان الاساطير الدينية سواء كانت شرقية أو غربية تكلمت الا عن الالهة والمعجزات التي تقوم بها، لكن لوقيان أخذ الإنسان كرمز في قصصه لتحقيق المعجزات المادية لقد عاش لوقيان مئات السنين قبل زمنه.

## إنجازاته الفكرية
ينحدر لوقيان من عائلة فقيرة، وقد اثر عهد صباه عليه كثيرا وكان يغتنم كل فرصة لانتقاد الاغنياء وشحهم، ونرى مثلا في قصتهالحلم يقدم صورة من حياته.
تكلم لوقيان عن العذاب والجوع والحرمان الذي يعاني منه العمال، ونجده يتكلم عن والعلم والدراسة وكيف يجب على الإنسان تقديسهما، وتكلم عن الفقراء وكيف يجب فتح الباب لتعليمهم، ويقول لوقيان ان الذين يختارون الحكمة والعلم، حتى ان ماتوا وزالت اجسامهم تبقى اسمائهم تتذكرها الاجيال وافكارهم تبقى ابدية، وتكلم كذلك عن سقراط وكيف كان “كسار حصى”مثله، لكنه يقول ان اسمه بقى خالدا ويقول ان الاغنياء ينساهم الناس لكن العلماء محترمون ومكرمون في كل الازمنة والمجتمعات.
وفي كتابه سلطة الكذب أو الشك يقول لوقيان:لماذا للكذب جاذبية كبرى في هذا العالم للإنسان ?هناك كثيرون من يحبون الكلام الجنوني، وليس هذا فقط بل كلما ازداد الكلام جنونا كلما سمعته الناس واحبته ويقول احتمال ان سبب الكذب هو الانتهازية وقضاء المصلحة الخاصة، ونجد ان لوقيان يدافع عن الكذب الأبيض ويقول حتى اوديسس كذب من اجل مصلحة اصدقائه في حرب طراوده ويقول ان المشكلة هي الذين يكذبون حبا في الكذب ويقول ان الكثير من الناس كذابون بالطبع.
ويقول لوقيان لناخذ مثلا هيرودوتوس وحتى هوميروس رغم مقامهما في المجتمع، إلا أن اكاذيبهما كررتها الاجيال من زمان إلى زمان ويقول ان اكاذيبهم التي فتنت بها وعشقتها البشر غير صالحة حتى لازعاج عقول أبناء صغار.
وينتقد هنا لوقيان الأسطورة الدينية الاغريقية ويقول عندما يكذب شاعر أو كاتب فهذا لا يهم لكن عندما تركع الشعوب والدول لقضاء مصالحها لتلك الاكاذيب وتؤمن بها وتتحول إلى ضحية تلك مشكلة كبرى، والطامة الكبرى هي ان كل من يقف ضد كل تلك الاكاذيب يتهمونه بالكفر ويقول ان للكذب سيطرة على الإنسان والإنسان الغريب يحبذ الاستماع للاكاذيب ويرفض الحقيقة ويقول لو نتجاهل الأسطورة الاغريقية الدينية لما بقي للإغريق شيء واحد يفتخرون به ولماتوا جوعا(ان هذا يثبت ان الإغريق كل ما قاموا به هو ترجمة الفكر الفرعوني البابلي)
وفي قصة زيوس يفكر نجد حوارا بين قونيسقوس والالهة زيوس، يبدا الفيلسوف قونيسقوس حواره:اسمعني زيوس، هدفي ليس ازعاجك لطلب ثروة أو مدي بالسلطة لاحكم الناس مثلما أنت متعود عندما تتجه لك الناس لطلب شيء، لانني ارى انك غلقت اذنيك لكي لا تسمع هذه الطلبات، اني ساطلب منك شيئا اخر ليس له ولا اهمية، يلبي زيوس طلب الفيلسوف على شرط ان لا يكون ماديا.
وبعدئذ بدا الفيلسوف يتكلم عن التناقض عند هوميروس وهيسيودوس ويذكر كيف ان هوميروس تناقض غير مرة في كلامه حول مصير الإنسان ثم بعدها يدخل الفيلسوف في حديث مع زيوس حول المصير.
النتيجة التي يخرج بها لوقيان هي ان الإنسان لا يرث الخطيئة قبل ولادته بل يكتسبها في الحياة.
اما في قصصه حوار بين الهة الأولمب نجده ياخذ أكثر الالهة الاغريقية ويعريها، حيث اننا نرى مثلا في القصة 25 زيوس وهيلوس يتكلم هنا لوقيان عن زيوس الذي يريد ان يهرب من المسؤولية التي يتحملها ويقول:ماذا فعلت ايها الغبي تيتان ؟ انك خربت العالم وسبب ذلك هو انك اعطيت مسؤولية قيادة العربة لصبي لا عقل له فيبرر تيتان موقفه بان ابنه وزوجته توسلا اليه وعيونهما مليئة بالدموع، فرضخ لطلبهما وظن ان ابنه قادر على تحمل مسؤولية كبرى مثل قيادة العالم، يناقش هنا لوقيان المسؤولية والقيادة ويسخر في نفس الوقت من الاساطير الدينية الاغرقية.
لقد كتب لوقيان الكثير من قصص الابداع وحلق في عالم من الخيال والعوالم الأسطورية وبحث في عمق النفس الإنسانية وله عشرات المؤلفات والقصص والرسائل في الأدب الفلسفي العالمي، في حوار مع الاموات كتب 27 قصة وحوار في البحر 15 قصة وحوار مع الهة الأولمب كتب 26 قصة وكتب الجلم وزيوس في حوار وعشرات القصص الأخرى.

## ترجم له
- قصص حقيقية
- من أعمال لوقيانوس السميساطي - وزارة الثقافة- بغداد 1979.
- من أعمال لوقيانوس السميساطي- طبعة ثانية- دار المعرفة- دمشق 1988.
- محاورات لوقيانوس السميساطي -الجزء الثاني- :دار طلاس- دمشق 1988.

ترجمة سعد صائب
- مسامرات الاموات

ترجمة الياس سعد غالي
- الإلهة السورية: - الأبجدية للنشر-دمشق 1992 موسى ديب الخوري

كما ترجم له وكتب عنه الكاتب عبد السلام زيان

## روابط خارجية
- لوقيان السميساطي على موقع الموسوعة البريطانية (الإنجليزية)
- لوقيان السميساطي على موقع إن إن دي بي (الإنجليزية)
- لوقيان السميساطي على موقع ديسكوغز (الإنجليزية)